# Sophos
Sophos est une société de logiciels et d'appliances de sécurité fondée en 1985 basée à Abingdon en Angleterre. Ses fondateurs sont Jan Hruska et Peter Lammer, deux étudiants d'Oxford. Ses produits s'étendent aux antivirus, anti-spywares, anti-spam, pare-feux, UTM, gestion des flottes mobiles, et au chiffrement pour ordinateurs de bureau, serveurs, serveurs de courrier électronique, réseaux d'entreprise et passerelles.

## Historique
Sophos a été fondée par Jan Hruska et Peter Lammer et a commencé à produire ses premiers logiciels antivirus et de chiffrement en 1985.

## Acquisitions et partenariats
En 2003, Sophos acquiert ActiveState, spécialisé dans les passerelles email et technologies anti-spam.
En 2009, Sophos acquiert Utimaco Safeware spécialisé dans le chiffrement.
En 2011, Sophos acquiert Astaro spécialisé dans les UTM et pare-feux.
En 2012, Sophos acquiert Dialogs spécialisé dans la gestion des terminaux mobiles.
En 2014, Sophos acquiert Cyberoam, spécialisé dans les UTM et pare-feux.
En février 2017, Sophos annonce l'acquisition d' Invincea pour 100 millions de dollars.
En mars 2020, Sophos annonce son acquisition par la société de capital-investissement Thoma Bravo (en) pour 3,9 milliards de dollars et cesse d'être coté à la Bourse de Londres.

## Liste des produits
- Sophos Endpoint Protection
- Sophos UTM
- Sophos Mobile Control
- Sophos Mobile Security
- Sophos SafeGuard Enterprise
- Sophos Email Appliance
- Sophos Web Appliance
- Sophos PureMessage